# Enigma (rapper)
Enigma, reso graficamente come En?gma, pseudonimo di Francesco Marcello Scano (Olbia, 2 dicembre 1988), è un rapper italiano.

## Biografia

### Primi anni (2008-2013)
Si è avvicinato al mondo della musica nel 2008, raccogliendo alcuni suoi brani in un demo intitolato Anonimi e costituito da quindici tracce con basi strumentali non originali. Poco dopo ha iniziato ad esibirsi nella sua città natale e fino al 2010 ha affiancato l'MC RockBirken. Nel giugno 2010 ha trionfato al Can I Kick It di Treviso, contest di freestyle organizzato e gestito da Mistaman e DJ Shocca, ripetendosi poi a settembre in una competizione di inediti.
Nel 2010 ha pubblicato l'album di debutto Coma, da lui scritto e prodotto ad eccezione delle collaborazioni con Salmo e Rock Birken. Da settembre dello stesso anno, in seguito del successo del primo album in studio di Salmo, al cui interno è presente il suo featuring nei brani Back on Track e Munchies, ha preso parte con Hell Raton e DJ Slait al The Island Chainsaw Massacre Tour di Salmo.
Nel 2012 ha preso parte alla realizzazione dei mixtape Machete Mixtape e Machete Mixtape Vol II, dischi composti da inediti e remix degli artisti appartenenti alla Machete Crew oltre alla partecipazione di vari esponenti della scena hip hop italiana, come Bassi Maestro, Ensi, MadMan, Gemitaiz, Primo, Egreen e Squarta. Nello stesso periodo ha collaborato nuovamente con Salmo in Death USB nel brano Senza e con DJ Slait nella realizzazione di Bloody Vinyl Mixtape, primo progetto solista del DJ sardo.
Nel 2013 pubblica con Salmo, DJ Slait ed El Raton il singolo The Island, inserito successivamente nell'edizione deluxe del terzo album di Salmo Midnite. Nel'ottobre dello stesso anno esce il suo primo EP Rebus EP pubblicato da Machete Empire Records.

### Fogae altri progetti (2014-2015)
Il 1º aprile 2014 Enigma ha pubblicato il secondo album in studio Foga, il primo pubblicato con la Machete Empire Records. L'album, al cui interno vi sono numerose collaborazioni con rapper e produttori tra cui Salmo, Bassi Maestro, Nitro e Jack the Smoker, ha debuttato alla quarta posizione della classifica FIMI Album. Nel mese di settembre dello stesso anno viene pubblicato Machete Mixtape III, promosso dai video di Antieroi e di Machetero, quest'ultimo realizzato con Jack the Smoker. Il mese seguente Enigma ha partecipato con gli altri artisti del collettivo al Machete Mixtape Vol. III - Live Tour, una serie di concerti per tutta la penisola italiana allo scopo di promuovere il disco.
Nei primi mesi del 2015 Enigma ha partecipato in una serie di progetti, presenziando prima nel nuovo lavoro solista di DJ Slait Bloody Vinyl Mixtape Vol. 2, collaborando poi con i Linea 77 nel loro disco Oh! in Divide et impera e infine nella realizzazione dell'EP Random con il produttore Kaizén. Il 15 luglio ha reso disponibile per il download gratuito il suo secondo EP solista Dedalo, composto da sette brani scritti e registrati su strumentali già edite.

### Uscita da Machete,Indaco(2016)
Nel marzo 2016 Enigma ha collaborato con Jack the Smoker alla realizzazione del brano La mia lama, inserito nel quarto album di quest'ultimo, Jack uccide. Il 2016 ha segnato inoltre la pubblicazione del terzo album del rapper, Indaco, uscito il 14 ottobre e anticipato a settembre dal videoclip del brano omonimo; il disco rappresenta inoltre la prima pubblicazione indipendente dell'artista seguito della sua uscita dal collettivo Machete, avvenuta a causa di visioni differenti a livello musicale.
L'album ha debuttato al sesto posto della Classifica FIMI Album ed è stato promosso dall'Indaco Tour, svoltosi in tutta Italia.

### ShardanaeTerranova(2017-2018)
Durante il 2017 Enigma ha pubblicato per il download digitale i singoli Cerbero e ImagiNation, accompagnati dai rispettivi videoclip resi disponibili attraverso il suo canale YouTube. Il 6 dicembre dello stesso anno è stato presentato il singolo Krav Maga, volto ad anticipare il quarto album di inediti del rapper. Intitolato Shardana, l'album è stato pubblicato il 23 febbraio 2018 ed è stato promosso anche dai singoli Copernico e Nuvole & cupole; in esso sono presenti dieci brani complessivi, di cui alcuni realizzati con la partecipazione di Bassi Maestro, MadMan e Gemello del TruceKlan. Per la promozione dell'album Enigma ha tenuto alcune date instore, dove ha incontrato i fan attraverso locali dedicati, e il Shardana Tour. Nella sua prima settimana Shardana ha debuttato al settimo posto della classifica FIMI, e in concomitanza con l'uscita del disco En?gma pubblica il video di Da Vinci suo quarto estratto.
Il 27 aprile 2018, a distanza di due mesi da Shardana, Enigma ha pubblicato il singolo Eremita, a cui ha fatto seguito il 22 giugno Golgotha, il cui videoclip è stato diretto da Corrado Perria e Paolo Maneglia. Questi due brani si sono rivelati poi essere i primi due estratti del quinto album Terranova, pubblicato a sorpresa il 29 giugno e scritto a sei mani con i rapper Noia e Quint Mille e completamente realizzato presso il K Studio di Kaizén. Durante l'anno ha collaborato con i sopracitato Noia e Quint Mille nel brano Senza tempo, presente nell'album di debutto di Noia Grigionoia.

### BoorianaeTotem(2019-2021)
Il 5 aprile 2019 è stato presentato il sesto album Booriana, anticipato a marzo dal singolo Misunderstanding. Contrariamente agli ultimi due dischi, questo rappresenta la prima pubblicazione in cui Enigma ha ricoperto anche il ruolo di produttore musicale nonché quello che si è caratterizzato per sonorità più varie ed elaborate. Tra i tredici brani contenuti nell'album, vi sono alcuni realizzati mediante la collaborazione con altri artisti, tra cui Ghemon, Shade e Emis Killa.
Dopo una breve pausa passata a comporre nuovo materiale, il 25 settembre 2020 Enigma ha pubblicato il singolo Bomaye, da lui prodotto insieme Kaizén e che ha anticipato il progetto Totem, disco suddiviso in più parti. Il primo di questi, Totem - Episodio uno, è stato reso disponibile il 16 ottobre dello stesso anno. L'11 gennaio 2021 è stata la volta di Totem -  Episodio due, contenente tre brani, di cui uno con Murubutu. Il 10 febbraio è uscito il terzo capitolo, Totem - Episodio tre, seguito il 14 aprile da Totem - Episodio quattro.

## Discografia

### Album in studio
- 2010 – Coma
- 2014 – Foga
- 2016 – Indaco
- 2018 – Shardana
- 2018 – Terranova (con Noia e Quintmille)
- 2019 – Booriana

### Raccolte
- 2021 – Totem (Ultimate Edition)

### EP
- 2013 – Rebus EP
- 2015 – Random (con Kaizén)
- 2015 – Dedalo
- 2020 – Totem - Episodio uno
- 2021 – Totem - Episodio due
- 2021 – Totem - Episodio tre
- 2021 – Totem - Episodio quattro
- 2025 – Kloaka (con Salmo)

### Singoli
Come artista principale
- 2017 – Cerbero
- 2017 – ImagiNation
- 2017 – Krav Maga
- 2018 – Copernico
- 2018 – Nuvole & cupole
- 2018 – Eremita
- 2018 – Golgotha
- 2019 – Misunderstanding
- 2020 – Bomaye
- 2021 – Dicembre
- 2022 – Affogare.
- 2022 – Orizzonte arancio.
- 2022 – Portami con te.
- 2022 – Fari spenti.
- 2022 – Venere nel posacenere.
- 2022 – Petra.
- 2023 – Immagini.
- 2024 – Alhambra (con Salmo)
- 2025 – Scatto rubato (con Kaizén)

Come artista ospite
- 2013 – The Island (Salmo feat. Hell Raton ed Enigma)
- 2020 – Cosa resta? (Zeep feat. Enigma)